# 戴䲀
戴䲀（1496年—1539年），字時化，號少山，浙江寧波府鄞縣人，明朝政治人物。

## 生平
嘉靖四年（1525年）乙酉科浙江鄉試第三十五名舉人，十四年（1535年）乙未科會試第五十五名，廷試二甲第八十三名進士，為南京兵部尚書張邦奇門生。十六年授任工部都水司主事，治理徐州洪水，修築防洪工事。以熟拈水性聞名，在水中舟上如履平地。十八年卒，年四十四。

## 遺物
今存《張時徹撰戴公墓誌》。

## 著作
著有《少山集》、《經濟考略》等。

## 家族
曾祖父戴钟，封承德郎東昌府通判。祖父戴浩，字彥廣，號默菴，永乐举人，曾任雷州府、永州府知府，官至陕西巩昌府知府，進階亞中大夫。父戴槚，字育之，號茂軒，为連城縣儒学教谕，封奉直大夫南京刑部员外郎，加四品服；母杜氏，封宜人。具庆下。戴䲀與兄戴鰲、戴鯨、戴鱀俱登黃甲，為明朝罕有的“一门兄弟四进士”。

## 延伸閱讀
[在维基数据编辑]
 在维基文库阅读此作者作品
 《國朝獻徵錄·卷之五十一》，出自焦竑《國朝獻徵錄》
 《四明人鑑·明工部主事戴公䲀》，出自《四明人鑑》
| 黄古林戴氏兄弟四進士                                         |
| ------------------------------------------------------------ |
| 弘治己未戴鰲 \| 嘉靖癸未戴鲸 \| 正德丁丑戴鱀 \| 嘉靖乙未戴䲀 |